# Aufenthalts- und Abzugsvertrag

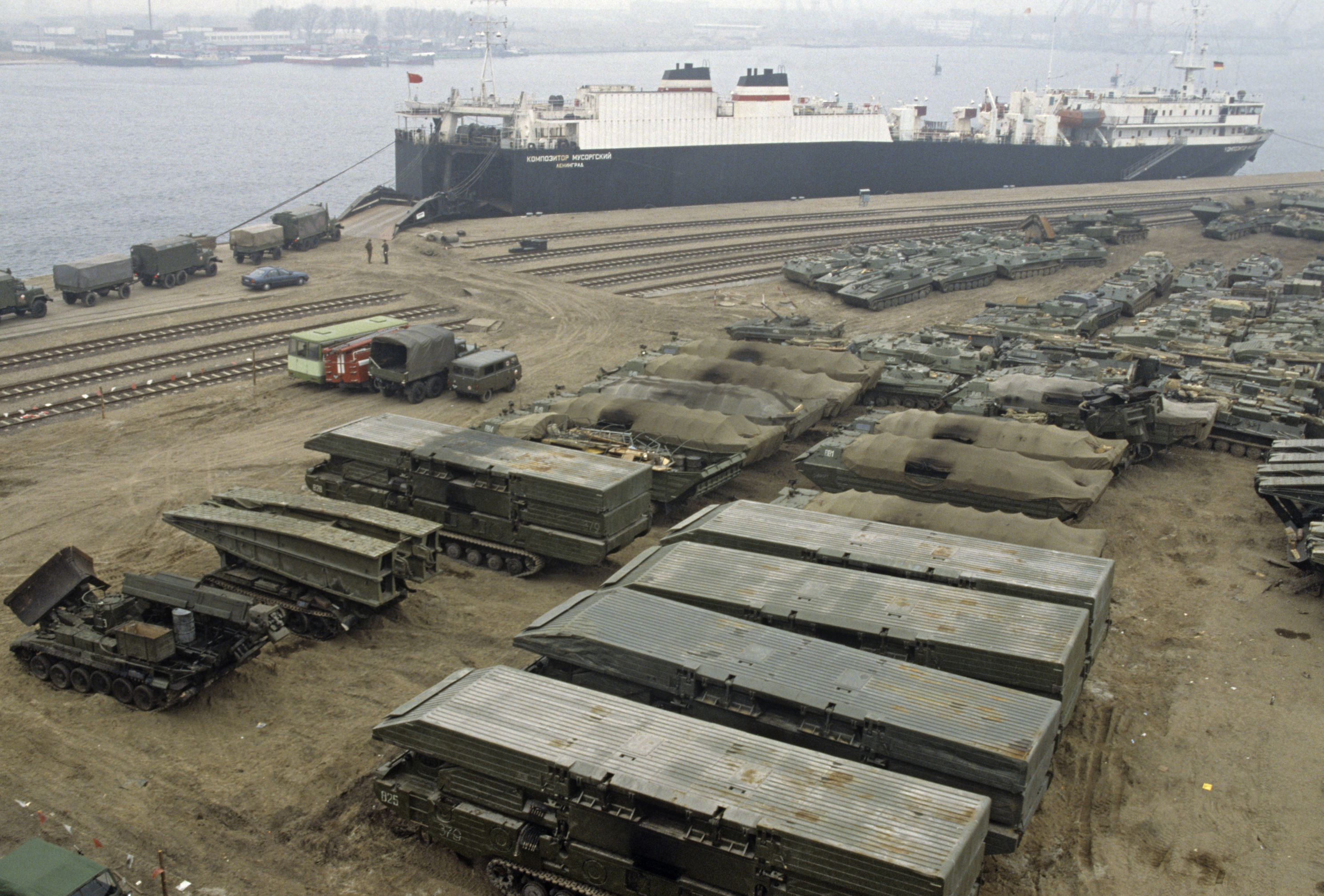
Abzug von sowjetischen Waffen und Gerät über den Hafen in Rostock, 1991

Aufenthalts- und Abzugsvertrag (AAV) ist die Kurzbezeichnung für den Vertrag zwischen der Bundesrepublik Deutschland und der Union der Sozialistischen Sowjetrepubliken über die Bedingungen des befristeten Aufenthalts und die Modalitäten des planmäßigen Abzugs der sowjetischen Truppen aus dem Gebiet der Bundesrepublik Deutschland vom 12. Oktober 1990.

## Historische Einordnung
Zu den Voraussetzungen für die Wiedervereinigung Deutschlands als Mitglied der NATO gehörte die Beendigung der Stationierung sowjetischer Truppen in Deutschland auf deutschem Boden. Demgemäß wurde in Artikel 4 des Zwei-plus-Vier-Vertrages vom 12. September 1990 vereinbart:

„Die Regierungen der Bundesrepublik Deutschland, der Deutschen Demokratischen Republik und der Union der Sozialistischen Sowjetrepubliken erklären, daß das vereinte Deutschland und die Union der Sozialistischen Sowjetrepubliken in vertraglicher Form die Bedingungen und die Dauer des Aufenthalts der sowjetischen Streitkräfte auf dem Gebiet der heutigen Deutschen Demokratischen Republik und Berlins sowie die Abwicklung des Abzugs dieser Streitkräfte regeln werden, der bis zum Ende des Jahres 1994 im Zusammenhang mit der Verwirklichung der Verpflichtungen der Regierungen der Bundesrepublik Deutschland und der Deutschen Demokratischen Republik, auf die sich Absatz 2 des Artikels 3 dieses Vertrags bezieht, vollzogen sein wird.“

Diese Verpflichtung wurde mit dem AAV umgesetzt. Er legitimierte einerseits den befristeten Aufenthalt sowjetischer Truppen in Deutschland und regelte andererseits die Umstände seiner Beendigung.
Drei Tage zuvor, am 9. Oktober 1990, war das Abkommen zwischen der Regierung der Bundesrepublik Deutschland und der Regierung der Union der Sozialistischen Sowjetrepubliken über einige überleitende Maßnahmen unterzeichnet worden. Das Abkommen regelte insbesondere finanzielle Leistungen Deutschlands im Zusammenhang mit der Einführung der DM im Aufenthaltsgebiet der sowjetischen Streitkräfte, Kredite, Zahlungen für Transportkosten und für den Wohnungsbau für Militärs im europäischen Teil der UdSSR. Der Bundestag stimmte dem Abkommen mit Gesetz vom 19. Oktober 1990 zu.

## Wesentliche Inhalte
- Art. 2:
  - Die UdSSR wird ihre Truppen im Aufenthaltsgebiet einschließlich ihrer Bewaffnung nicht mehr verstärken
  - Bindung der sowjetischen Truppen an deutsches Recht
  - Deutsche Behörden respektieren die Rechtsstellung der sowjetischen Truppen
- Art. 4
  - Beginn des Abzugs mit Inkrafttreten des Vertrages, Beendigung bis Ende 1994
- Art. 6
  - Berechtigung zur Durchführung von Manövern und Übungen
- Art. 8
  - Nutzung der Liegenschaften
- Art. 16
  - Zoll- und Steuervergünstigungen
- Art. 17
  - Zivil- und Verwaltungsgerichtsbarkeit: Zuständigkeit deutscher Gerichte, die deutsches Recht anwenden
- Art. 24
  - Haftung für die Schädigung Dritter nach den Vorschriften, die anwendbar wären, wenn unter sonst gleichen Umständen deutsche Streitkräfte für den Schaden verantwortlich wären
- Art. 25
  - Gemischte Deutsch-Sowjetische Kommission zur Beilegung von Meinungsverschiedenheiten hinsichtlich der Auslegung oder Anwendung des AAV

## Zustimmungsgesetz
Am 18. Oktober 1990, also bereits sechs Tage nach Vertragsunterzeichnung, legten die Koalitionsfraktionen den Entwurf des Zustimmungsgesetzes vor.
Mit dem Gesetz vom 21. Dezember 1990 stimmte der Bundestag dem Vertrag zu. Darüber hinaus enthielt das sechs Artikel umfassende Gesetz weitere innerstaatliche Regelungen, zu denen es Entscheidungen u. a. des Bundesgerichtshofs, des Bundesfinanzhofs, des Bundesarbeitsgerichts und anderer Gerichte gibt.

## Inkrafttreten und Rechtsnachfolge
Nach dem Austausch der Ratifikationsurkunden trat der Vertrag am 6. Mai 1991 in Kraft. Nach dem Zerfall der Sowjetunion erklärte die Russische Föderation in einer Note, sie setze die Ausübung der Rechte und Erfüllung der Pflichten aus den von der Union der Sozialistischen Sowjetrepubliken völkerrechtlichen Verträgen fort.

## Übergangsweise Regelungen
Wie dargestellt, wurde der AAV erst nach der Wiedervereinigung abgeschlossen und trat erst im Mai 1991 in Kraft. Für den Aufenthalt sowjetischer Streitkräfte im Beitrittsgebiet bedurfte es aber bereits ab dem 3. Oktober 1990 einer Legitimation. Ende September 1990 waren die Verhandlungen über den AAV nahezu abgeschlossen. Der Bundestag verabschiedete daher das Gesetz über die Inkraftsetzung von Vereinbarungen betreffend den befristeten Aufenthalt von Streitkräften der Französischen Republik, der Union der Sozialistischen Sowjetrepubliken, des Vereinigten Königreichs Großbritannien und Nordirland und der Vereinigten Staaten von Amerika in Berlin und von sowjetischen Streitkräften auf dem in Artikel 3 des Einigungsvertrages genannten Gebiet nach Herstellung der Deutschen Einheit vom 24. September 1990. Das Gesetz regelte u. a. die Gestattung des Aufenthalts der sowjetischen Streitkräfte in den neuen Bundesländern und in Berlin (Art. 1). Darüber hinaus wurde die Bundesregierung ermächtigt, durch Rechtsverordnung ein vorläufiges Abkommen mit der UdSSR in Kraft zu setzen, das sowohl den befristeten Aufenthalt der sowjetischen Streitkräfte im Aufenthaltsgebiet als auch deren planmäßigen Abzug regeln sollte (Art. 2). Die diesbezüglichen Bestimmungen des Gesetzes traten am 3. Oktober 1990 in Kraft (Art. 6). Dieses vorläufige Abkommen kam mit einem Notenwechsel vom 26. September 1990 zwischen dem Auswärtigen Amt und der sowjetischen Botschaft in Bonn zustande. Die Verordnung vom 28. September 1990 trat – wie die Vereinbarung – am 3. Oktober 1990 in Kraft.

## Gemischte deutsch-sowjetische Kommission
Am 27. November 1990 trat die deutsch-sowjetische Gemischte Kommission gemäß Artikel 25 des Aufenthalts- und Abzugsvertrages zu ihrer konstituierenden Sitzung zusammen. Auf deutscher Seite wurde Botschafter Franz Bertele zum Vorsitzenden der Gemischten Kommission bestimmt, auf sowjetischer Seite Boris Wassiljewitsch Snetkow, der Oberkommandierende der Westgruppe der sowjetischen Streitkräfte in Deutschland. Zur Umsetzung des Vertrages wurden für die verschiedenen Bereiche insgesamt zwölf Arbeitsgruppen gebildet.